# NGC 1319
NGC 1319 (również PGC 12708) – galaktyka soczewkowata (S0), znajdująca się w gwiazdozbiorze Erydanu. Odkrył ją John Herschel 13 listopada 1835 roku.